# Большесельский район
Большесе́льский райо́н — административно-территориальная единица (район) и муниципальное образование (муниципальный район) в составе Ярославской области Российской Федерации.
Административный центр — село Большое Село.

## География
Географическое положение
Площадь 1333 км² (14-е место среди районов). Район граничит на севере с Рыбинским, на востоке — с Тутаевским, на юго-востоке — с Ярославским, на юге — с Борисоглебским, на западе — с Угличским и Мышкинским районами Ярославской области.
Геология
В геологическим строении района (до глубины 120—150 м) принимают участие мезозойские (меловые и юрские) отложения, которые подстилаются триасовыми и пермскими породами. Юрско-меловая толща представлена в основном разнообразными песками с редкими прослоями глин. Глубина залегания кровли мезозойских пород от 28 до 80 м, обычно 40-70 м. Мезозойские породы перекрыты четвертичными отложениями. Для последних характерно сочетание озёрно-ледниковых, флювиогляциальных, озёрно-болотных и моренных отложений.
Полезные ископаемые
Большесельский район не богат полезными ископаемыми. На его территории выявлены и эксплуатируются месторождения торфа (в настоящее время в связи с выработкой эксплуатация практически прекратилась) и месторождения песка и гравия (по данным на 1991 год имелось более 20 месторождений с ориентировочными запасами песка — более 19,219 млн м³ и песчано-гравийных смесей — около 1 млн м³.
Большесельский район богат болотами. Запас торфяной залежи в них составляет 17 413 тыс. м³. Всего разведано 51 месторождение торфа на площади 8625 га. Из них площадью от 1 до 10 га — 30 месторождений, от 10 до 50 га — 10, от 50 до 100 га — 3, от 100 до 500 га — 4, от 500 до 1000 га — 2, от 1000 до 5000 га − 2. Преобладают низинные болота. Самыми крупными болотами являются Великий Мох — 4531 га, запас торфа 69426 тыс. м³. Дунилово — 4288 га, запас торфа 43967 тыс. м³; разрабатывалось торфопредприятием Вареговское с 1941 по 1969 годы. Варегово — 5078 га, запас торфа 75464 тыс. м³; разрабатывалось с 1931 года торфопредприятием Варегово.
Рельеф
Территория Большесельского района расположена в центральной части равнины основной морены. В устройстве поверхности этой территории различают два типа рельефа: плоскоравнинные участки и участки холмистого рельефа. На северо-востоке района начинается Угличская возвышенность. Небольшие повышения рельефа с севера, востока и юга подковообразно окаймляют территорию района, создавая своеобразный гидрографический узел, где берут начало реки Юхоть, Черёмуха, Печегда, Могза. Они стекают с него к северу, югу, востоку и западу.
Наиболее возвышенной и всхолмлённой является центральная часть района. Заметным геоморфологическим элементом ввиду значительной протяжённости являются поймы наиболее крупных рек района Юхоти и Черёмухи. Но поймы преимущественно неширокие, за исключением отдельных участков, на значительном протяжении заболоченные, с низкими берегами. Условия рельефа в районе с точки зрения его влияния на сельскохозяйственное производство весьма благоприятны и не являются препятствием для механизации полевых работ, за исключением отдельных переувлажнённых участков.
В целом территория района представляет собой полого-волнистую флювиогляциальную и моренную равнину с абсолютными отметками поверхности от 135 до 170 м. Относительные превышения поверхности территории, как правило, 3-5 м, реже — до 10 м и более, уклоны до 6-8 %. Понижения между холмами часто заболочены. Эрозионная расчленённость района слабая. Речные долины рек Юхоти, Черёмухи, Молокши, Печегды врезаны неглубоко (до 10-23 м). В целом в северной части района преобладает слабоволнистый рельеф, незначительно расчленённый овражно-балочной сетью. Основными элементами рельефа здесь являются невысокие плоские возвышения с очень пологими склонами, разделённые неглубокими лощинами и выровненные понижения.

### Климат
Климат Большесельского района, как и в целом Ярославской области, умеренно континентальный с коротким, относительно тёплым летом, продолжительной, многоснежной, умеренно холодной зимой и ярко выраженными сезонами весны и осени.
Среднегодовая температура — 3—5 °C. Среднемесячная температура самого холодного месяца года — января — изменяется от −10,5 до −12 °C, а самого тёплого — июля — от 17,5 до 18,5 °C.
Район расположен в зоне достаточного увлажнения. Общее количество атмосферных осадков составляет 500—600 мм в год, причём 70 % их выпадает в течение вегетационного периода и около 30 % — зимой. Величина испарения составляет в среднем 400 мм. Таким образом, общее количество атмосферных осадков превышает величину возможного испарения. Это обеспечивает высокую влажность воздуха. Наибольшая относительная влажность наблюдается в декабре (65—93 %), наименьшая — в мае (52—56 %). Тёплые весенние периоды обычно характеризуются недостатком влаги, а холодные весны наоборот — её избытком.
Полное оттаивание почвы происходит в конце апреля или начале мая. Продолжительность лета — среднесуточные температуры воздуха выше 13 °C, приходящиеся на июнь — август, — в среднем составляет 85—90 дней. Наступление осени происходит в первой декаде сентября, когда среднесуточные температуры переходят через 10 °C. Окончание осени приходится на конец октября, когда среднесуточные температуры воздуха переходят через 0 °C. Осенний период характеризуется значительными и быстрыми сменами температуры воздуха и почвы, увеличением облачности, числа дождливых дней и повышением влажности воздуха. Однако количество осадков в осенние месяцы не увеличивается, а наоборот, уменьшается по сравнению с летними месяцами. В октябре, как и в мае, оно равно в среднем 40—50 мм. Число дней с относительной влажностью воздуха больше 80 % в эти месяцы резко возрастает.
Переход средней суточной температуры воздуха через 0 °C (наступление зимы) происходит в первой декаде ноября и оканчивается в первой декаде апреля. Вторжение холодных арктических масс воздуха, усиленное местным радиационным выхолаживанием, приводит иногда к понижению температуры воздуха до −50 °C (1 раз в 15—20 лет). С другой стороны, в январе нередко наблюдаются кратковременные оттепели, связанные с влиянием южных циклонов. Продолжительность устойчивого снежного покрова составляет 150 дней, со второй, третьей декады ноября до середины апреля. Средняя глубина снежного покрова к концу зимы составляет 45—55 см.
Территория района лежит в зоне действия западных ветров. Преобладают ветра юго-западного, северо-западного и юго-восточного направления, при доминирующей роли первых двух.
Вегетационный период на территории района составляет 123 дня и в целом благоприятен для выращивания сельскохозяйственных культур. Среднее количество солнечного сияния составляет 1700—1800 часов за год.

## История
Территория современного Большесельского района была сформирована из нескольких волостей различных уездов Ярославской губернии: Чудиновской, Никольской, часть Николозадровской и Сретенской Рыбинского уезда; Алексейцевской, Андреевской, часть Максимовской Романово-Борисоглебского уезда; Большесельской, Якимовской, Новосельской, часть Неверковской и Никольской Угличского уезда.
Ядро современного Большесельского муниципального округа (с сёлами Большое и Новое) составляет так называемая «Юхотская волость» (Юхоть, Юхотчина). Начиная с XV века (с некоторыми перерывами в 1510—1526 и 1622—1706 годах), Юхотская волость находилась в частном (вотчинном) владении: сначала князей Юхотских (начало XV века — 1510 год), затем князей Мстиславских (1526—1622 годы) и, наконец графов Шереметевых (1706—1917 годы).
В Юхотском крае традиционное занятие сельского русского населения — земледелием, как и во всей России велось экстенсивными методами, что приводило к постепенному уничтожению лесов. В 1802 году леса на территории Юхотского края были «более дровяные и мелкая поросль, строевых же количество небольшое и то по рощам бережёным…». Дальнейшее развитие трёхполья и истощения почвы тесно связанное с ним, привели почти к полному уничтожению и этих немногочисленных «бережёных» рощ. На рубеже XVIII—XIX веков в Юхотской волости графов Шереметевых из 62 684 десятин земли 28 434 десятины (45,4 %) занимали леса, а 26 682 десятины (42,6 %) пашни.
Крестьяне Юхотской волости подрабатывали в Москве, Петербурге, Риге при торговых промыслах, по мелочным лавочкам и харчевням, торговали разными съестными припасами и овощами. Более зажиточные крестьяне имели лучшие торговые промыслы по покупке хлеба в низовых пристанях и в городе Рыбинске и отправляли хлеб на барках в Петербург. В первой половине XIX века отходничество увеличилось. Незадолго до отмены крепостного права из 9500 мужчин волости только 2600 (27,4 %) жили на месте, а остальные уходили на отходные промыслы в Москву, Петербург и другие города.
Женщины в Юхотской волости занимались ткачеством, ткали в домашних условиях холсты для домашних нужд, и немногие производили их на продажу. Особую статью дохода Юхотского края составлял «кудельный промысел» (продажа льна). В начале XIX века лён продавался в холстах, а в 1850-х годах на первое место выходит торговля сырьём — куделью. Этот особым образом обработанный лён принес Большому Селу известность далеко за пределами губернии, поскольку «куделя открыла себе путь за море, где выделывают из не дорогие материи» и способствовала увеличению товарооборота большесельских базаров. Так, в 1851 году годовой баланс закупки и отпуска юхотской кудели составил около 20 тысяч пудов по 5-6 копеек серебром за фунт. Статьи торговли Большесельских базаров с 1851 по 1880 годы практически не претерпели изменений.
После реформы 1861 года в составе Юхотской вотчины выделяются Большесельская, Никольская, Новосельская и Покровская волости Угличского уезда Ярославской губернии, просуществовавшие в таком виде до 1920-х годов. Ныне территория бывшей Покровской волости относится к Мышкинскому району, как и часть бывшей Никольской волости.
С января 1921 по февраль 1923 года территория современного Большесельского района находилась вместе с бывшим Угличским уездом в составе вновь созданной Рыбинской губернии. В 1923 году административный приоритет Ярославля был восстановлен. Однако в 1929 году Ярославская губерния прекращает своё существование и входит в Ивановскую промышленную область. В составе последней 25 января 1935 года образован Большесельский район. 11 марта 1936 года Ивановская промышленная область была разделена на Ивановскую и Ярославскую области. Большесельский район отнесён к Ярославской.
17 марта 1944 года часть территории Большесельского района была передана в новый Курбский район. 22 ноября 1957 года к Большесельскому району была присоединена часть территории упразднённого Курбского района.
В 1963 году район был упразднён, но в 1965 году воссоздан.
В 2004—2005 годах в районе были созданы 4 сельских поселения: Благовещенское, Большесельское, Вареговское и Новосельское. Последнее в октябре 2009 года вошло в состав Большесельского.

## Население
| 1939    | 1959    | 1970    | 1979    | 1989    | 1991    | 2002    | 2004    | 2005    |
| ------- | ------- | ------- | ------- | ------- | ------- | ------- | ------- | ------- |
| 36 528  | ↘26 676 | ↘17 230 | ↘14 155 | ↘13 100 | ↘12 900 | ↘10 703 | ↘10 400 | ↘10 200 |
| 2007    | 2008    | 2009    | 2010    | 2011    | 2012    | 2013    | 2014    | 2015    |
| ↗10 665 | ↘9700   | ↘9542   | ↗9906   | →9906   | ↘9782   | ↘9768   | ↘9672   | ↘9530   |
| 2016    | 2017    | 2018    | 2019    | 2020    | 2021    |         |         |         |
| ↘9433   | ↘9370   | ↘9234   | ↘9177   | ↘9060   | ↗9415   |         |         |         |

Количество женщин превышает число мужчин в среднем на 10,6% (так, в 2008 году численность мужчин составляла 4,3, а женщин — 5,4 тыс. человек — 44,7% и 55,3% соответственно).
Из-за низких показателей рождаемости складывается половозрастная структура регрессивного типа. Она сохраняет сложившуюся тенденцию естественной убыли населения, с низкой долей детей и высокой долей пенсионеров, распространяя её на последующие десятилетия. Ожидается значительное ухудшение возрастной структуры населения.

### Национальный состав
По итогам переписи населения 2020 года проживали следующие национальности (национальности менее 0,1 % и другое, см. в сноске к строке «Другие»):
| Национальность | Численность, чел. | Доля     |
| -------------- | ----------------- | -------- |
| Русские        | 8237              | 87,49 %  |
| Киргизы        | 191               | 2,03 %   |
| Ингуши         | 107               | 1,14 %   |
| Армяне         | 76                | 0,81 %   |
| Азербайджанцы  | 60                | 0,64 %   |
| Таджики        | 52                | 0,55 %   |
| Украинцы       | 34                | 0,36 %   |
| Цыгане         | 28                | 0,30 %   |
| Татары         | 23                | 0,24 %   |
| Узбеки         | 22                | 0,23 %   |
| Другие         | 585               | 6,21 %   |
| Итого          | 9415              | 100,00 % |

## Достопримечательности
- Церковь Флора и Лавра (1787 г.) - д. Фроловское. Действует.
- Храмовый комплекс из церквей: Успения Пресвятой Богородицы (1755 г.) и Владимирской иконы Божией Матери (1785 г.) - с. Ильинское. Недействующие.
- Церковь Рождества Христова (храм 1794 г. Трапезная - 1890-е г.) - с. Рождество. Действует.
- Храмовый комплекс из церквей: Благовещения Пресвятой Богородицы (1754 г)  и Илии Пророка (1776 г) - с. Благовещенье. Действует только церковь Благовещения Пресвятой Богородицы.
- Церковь Казанской иконы Божией Матери (1740 г.) - с. Михальцево. Заброшена.
- Церковь Воздвижения Креста Господня (1769 г.) - с. Шельшедом. Восстанавливают.
- Церковь Покрова Пресвятой Богородицы (1788 г.) - с. Андреевское. Действует.
- Церковь Казанской иконы Божией Матери (1796 г.) - д. Филиппово. Заброшена.
- Церковь Троицы Живоначальной (1800 г.) - с. Новое. Действует.
- Храмовый комплекс из церквей: Михаила Архангела (1800 г.) и Леонтия Ростовского (1730 г.) - с. Леонтьевское. Действует только церковь Михаила Архангела.
- Церковь Василия Великого (1785 г.) - ур. Васильевское. Заброшена.
- Церковь Казанской иконы Божией Матери (1780 г.) - с. Герцено. Заброшена.
- Церковь Казанской иконы Божией Матери (1911 г.) - с. Бакунино. Заброшена.
- Церковь Воскресения Христова (1781 г.) - ур. Воскресенское. Заброшена.
- Церковь Богоявления Господня (1795 г.) - ур. Богоявленское. Заброшена.
- Церковь Усекновения Главы Иоанна Предтечи (1793-1808 гг.) - с. Николо-Молокша. Действует.

### Утраченные
- Церковь Воскресения Христова (не ранее 1702 г.) - с. Каменское
- Введенская церковь (1745 г.) - д. Лытарево

## Административное деление
Большесельский район как административно-территориальная единица области включает 7 сельских округов.
Большесельский муниципальный район в рамках организации местного самоуправления включает 3 муниципальных образования со статусом сельского поселения.
| Административно- территориальная единица | Административный центр | Муниципальное образование         | Административный центр | Количество населённых пунктов | Население (чел.) | Площадь (км²) |                               |                     |                                   |                     |    |       |        |
| ---------------------------------------- | ---------------------- | --------------------------------- | ---------------------- | ----------------------------- | ---------------- | ------------- | ----------------------------- | ------------------- | --------------------------------- | ------------------- | -- | ----- | ------ |
| Административно- территориальная единица | Административный центр | Муниципальное образование         | Административный центр | Количество населённых пунктов | Население (чел.) | Площадь (км²) | Благовещенский сельский округ | деревня Борисовское | Благовещенское сельское поселение | деревня Борисовское | 89 | ↗1331 | 338,75 |
| Чудиновский сельский округ               | деревня Чудиново       |                                   |                        |                               |                  |               |                               |                     | Благовещенское сельское поселение | деревня Борисовское | 89 | ↗1331 | 338,75 |
| Большесельский сельский округ            | село Большое Село      | Большесельское сельское поселение | село Большое Село      | 183                           | ↗6813            | 804,11        |                               |                     |                                   |                     |    |       |        |
| Высоковский сельский округ               | деревня Высоково       | Большесельское сельское поселение | село Большое Село      | 183                           | ↗6813            | 804,11        |                               |                     |                                   |                     |    |       |        |
| Марковский сельский округ                | деревня Миглино        | Большесельское сельское поселение | село Большое Село      | 183                           | ↗6813            | 804,11        |                               |                     |                                   |                     |    |       |        |
| Новосельский сельский округ              | село Новое             | Большесельское сельское поселение | село Большое Село      | 183                           | ↗6813            | 804,11        |                               |                     |                                   |                     |    |       |        |
| Вареговский сельский округ               | село Варегово          | Вареговское сельское поселение    | село Варегово          | 44                            | ↘1271            | 190,25        |                               |                     |                                   |                     |    |       |        |

## Населённые пункты
В Большесельском районе 318 населённых пунктов (все — сельские):
| №   | Населённый пункт        | Тип     | Население (чел.) | Сельский округ | Сельское поселение |
| --- | ----------------------- | ------- | ---------------- | -------------- | ------------------ |
| 1   | Абашево                 | деревня | ↗25              | Благовещенский | Благовещенское     |
| 2   | Абрамово                | деревня | →0               | Вареговский    | Вареговское        |
| 3   | Акулинино               | деревня | ↗5               | Благовещенский | Благовещенское     |
| 4   | Алексеево               | деревня | ↗4               | Марковский     | Большесельское     |
| 5   | Алексино                | деревня | ↗5               | Новосельский   | Большесельское     |
| 6   | Андреево                | деревня | ↗23              | Большесельский | Большесельское     |
| 7   | Андреевское             | деревня | ↘6               | Чудиновский    | Благовещенское     |
| 8   | Андреевское             | село    | ↗20              | Благовещенский | Благовещенское     |
| 9   | Андрейцевка             | деревня | →0               | Высоковский    | Большесельское     |
| 10  | Аниково                 | деревня | ↗6               | Новосельский   | Большесельское     |
| 11  | Анкудимово              | деревня | ↘0               | Чудиновский    | Благовещенское     |
| 12  | Антоново                | деревня | →3               | Высоковский    | Большесельское     |
| 13  | Арефино                 | деревня | ↗11              | Марковский     | Большесельское     |
| 14  | Артёмово                | деревня | →0               | Марковский     | Большесельское     |
| 15  | Афанасово               | деревня | ↗1               | Высоковский    | Большесельское     |
| 16  | Афанасово               | деревня | ↗18              | Вареговский    | Вареговское        |
| 17  | Аферово                 | деревня | ↗13              | Высоковский    | Большесельское     |
| 18  | Бабаево                 | деревня | →0               | Благовещенский | Благовещенское     |
| 19  | Бабуково                | деревня | →2               | Большесельский | Большесельское     |
| 20  | Байково                 | деревня | ↘142             | Марковский     | Большесельское     |
| 21  | Бакунино                | село    | ↘5               | Марковский     | Большесельское     |
| 22  | Бараново                | деревня | →0               | Благовещенский | Благовещенское     |
| 23  | Барсагино               | деревня | →0               | Вареговский    | Вареговское        |
| 24  | Басалаево               | деревня | →0               | Чудиновский    | Благовещенское     |
| 25  | Баскачи                 | деревня | →7               | Высоковский    | Большесельское     |
| 26  | Бахматово               | деревня | →0               | Большесельский | Большесельское     |
| 27  | Безгачево               | деревня | →0               | Благовещенский | Благовещенское     |
| 28  | Бекичево                | деревня | →0               | Большесельский | Большесельское     |
| 29  | Березино                | деревня | ↘1               | Высоковский    | Большесельское     |
| 30  | Благовещенье            | село    | →34              | Благовещенский | Благовещенское     |
| 31  | Блины                   | деревня | →0               | Новосельский   | Большесельское     |
| 32  | Бокарево                | деревня | ↗1               | Вареговский    | Вареговское        |
| 33  | Большое Лопатино        | деревня | ↗13              | Благовещенский | Благовещенское     |
| 34  | Большое Муравьёво       | деревня | ↘17              | Благовещенский | Благовещенское     |
| 35  | Большое Сайгатово       | деревня | ↗6               | Вареговский    | Вареговское        |
| 36  | Большое Село            | село    | ↘3455            | Большесельский | Большесельское     |
| 37  | Большое Семенково       | деревня | ↘1               | Чудиновский    | Благовещенское     |
| 38  | Большое Скрылево        | деревня | ↗5               | Большесельский | Большесельское     |
| 39  | Борисово                | деревня | ↗3               | Большесельский | Большесельское     |
| 40  | Борисовское             | деревня | ↘425             | Благовещенский | Благовещенское     |
| 41  | Борисцево               | деревня | ↗2               | Вареговский    | Вареговское        |
| 42  | Борславлево             | деревня | ↗3               | Вареговский    | Вареговское        |
| 43  | Борщевка                | деревня | ↘16              | Марковский     | Большесельское     |
| 44  | Ботвино                 | деревня | ↗6               | Новосельский   | Большесельское     |
| 45  | Бревино                 | деревня | →0               | Марковский     | Большесельское     |
| 46  | Будаково                | деревня | ↗36              | Благовещенский | Благовещенское     |
| 47  | Бураши                  | деревня | →0               | Новосельский   | Большесельское     |
| 48  | Бурдуково               | деревня | →0               | Вареговский    | Вареговское        |
| 49  | Ваганово                | деревня | ↗2               | Чудиновский    | Благовещенское     |
| 50  | Вакулово                | деревня | ↘10              | Чудиновский    | Благовещенское     |
| 51  | Вандышево               | деревня | ↗6               | Благовещенский | Благовещенское     |
| 52  | Ваньково                | деревня | →2               | Новосельский   | Большесельское     |
| 53  | Ваньково                | деревня | →1               | Вареговский    | Вареговское        |
| 54  | Варегово                | деревня | ↗42              | Марковский     | Большесельское     |
| 55  | Варегово                | село    | ↘967             | Вареговский    | Вареговское        |
| 56  | Васенино                | деревня | ↗6               | Большесельский | Большесельское     |
| 57  | Васино                  | деревня | ↗7               | Большесельский | Большесельское     |
| 58  | Ваулино                 | деревня | ↘19              | Большесельский | Большесельское     |
| 59  | Ваулово                 | деревня | ↘2               | Благовещенский | Благовещенское     |
| 60  | Ваулово                 | станция | ↗23              | Вареговский    | Вареговское        |
| 61  | Веретея                 | деревня | →0               | Новосельский   | Большесельское     |
| 62  | Ветрово                 | деревня | ↗1               | Большесельский | Большесельское     |
| 63  | Власово                 | деревня | ↗3               | Чудиновский    | Благовещенское     |
| 64  | Внучково                | деревня | →2               | Новосельский   | Большесельское     |
| 65  | Волково                 | деревня | ↗1               | Марковский     | Большесельское     |
| 66  | Волыново                | деревня | ↘7               | Высоковский    | Большесельское     |
| 67  | Воронино                | деревня | →0               | Благовещенский | Благовещенское     |
| 68  | Высоково                | деревня | ↘271             | Высоковский    | Большесельское     |
| 69  | Вычесово                | деревня | ↗3               | Чудиновский    | Благовещенское     |
| 70  | Гаврильцево             | деревня | →1               | Большесельский | Большесельское     |
| 71  | Гаврильцево             | деревня | ↘40              | Новосельский   | Большесельское     |
| 72  | Гаврино                 | деревня | →4               | Большесельский | Большесельское     |
| 73  | Гари                    | деревня | ↘164             | Новосельский   | Большесельское     |
| 74  | Гартово                 | деревня | ↘3               | Большесельский | Большесельское     |
| 75  | Герцино                 | село    | →0               | Высоковский    | Большесельское     |
| 76  | Глебово                 | деревня | ↗7               | Вареговский    | Вареговское        |
| 77  | Глоднево                | деревня | ↗7               | Большесельский | Большесельское     |
| 78  | Головинское             | деревня | →0               | Чудиновский    | Благовещенское     |
| 79  | Головково               | хутор   | →0               | Благовещенский | Благовещенское     |
| 80  | Горки                   | деревня | ↗11              | Большесельский | Большесельское     |
| 81  | Горки совхоза «Родина»  | деревня | →0               | Благовещенский | Благовещенское     |
| 82  | Горки совхоза «Свобода» | деревня | ↘0               | Благовещенский | Благовещенское     |
| 83  | Григорцево              | деревня | →0               | Новосельский   | Большесельское     |
| 84  | Данильцево              | деревня | →0               | Марковский     | Большесельское     |
| 85  | Девницы                 | деревня | ↘78              | Новосельский   | Большесельское     |
| 86  | Демидово                | деревня | ↘21              | Чудиновский    | Благовещенское     |
| 87  | Деревни                 | деревня | →9               | Большесельский | Большесельское     |
| 88  | Дерягино                | деревня | ↘12              | Новосельский   | Большесельское     |
| 89  | Дор                     | деревня | ↘13              | Новосельский   | Большесельское     |
| 90  | Доронино                | деревня | ↘6               | Марковский     | Большесельское     |
| 91  | Дуброво                 | деревня | →4               | Новосельский   | Большесельское     |
| 92  | Дунилово                | село    | ↘560             | Большесельский | Большесельское     |
| 93  | Дягилевка               | деревня | ↗13              | Марковский     | Большесельское     |
| 94  | Елизарово               | деревня | →14              | Вареговский    | Вареговское        |
| 95  | Елохово                 | село    | ↗25              | Чудиновский    | Благовещенское     |
| 96  | Ермаково                | деревня | →0               | Вареговский    | Вареговское        |
| 97  | Есипово                 | деревня | ↗9               | Вареговский    | Вареговское        |
| 98  | Еськино                 | деревня | →0               | Вареговский    | Вареговское        |
| 99  | Желудьево               | деревня | →0               | Большесельский | Большесельское     |
| 100 | Жикшино                 | деревня | ↗3               | Вареговский    | Вареговское        |
| 101 | Жиряки                  | деревня | →3               | Марковский     | Большесельское     |
| 102 | Загарье                 | деревня | ↘5               | Новосельский   | Большесельское     |
| 103 | Зайково                 | деревня | ↘4               | Новосельский   | Большесельское     |
| 104 | Залужье                 | деревня | →0               | Вареговский    | Вареговское        |
| 105 | Замостье                | деревня | ↗2               | Высоковский    | Большесельское     |
| 106 | Заручье                 | деревня | ↘3               | Большесельский | Большесельское     |
| 107 | Зверево                 | деревня | ↘1               | Новосельский   | Большесельское     |
| 108 | Зманово                 | деревня | →0               | Вареговский    | Вареговское        |
| 109 | Зорино                  | деревня | ↘0               | Чудиновский    | Благовещенское     |
| 110 | Ивановское              | деревня | →0               | Благовещенский | Благовещенское     |
| 111 | Ивановское              | деревня | ↗1               | Марковский     | Большесельское     |
| 112 | Ивановское              | деревня | →0               | Марковский     | Большесельское     |
| 113 | Ивановское              | деревня | →2               | Чудиновский    | Благовещенское     |
| 114 | Иванцево                | деревня | ↘164             | Новосельский   | Большесельское     |
| 115 | Игрищи                  | деревня | ↘116             | Большесельский | Большесельское     |
| 116 | Ильинское               | деревня | ↘7               | Чудиновский    | Благовещенское     |
| 117 | Ильицино                | деревня | ↗2               | Марковский     | Большесельское     |
| 118 | Кадино                  | деревня | →3               | Вареговский    | Вареговское        |
| 119 | Калинино                | деревня | →0               | Чудиновский    | Благовещенское     |
| 120 | Калитино                | деревня | ↘27              | Новосельский   | Большесельское     |
| 121 | Кальяки                 | деревня | ↘0               | Высоковский    | Большесельское     |
| 122 | Каменское               | деревня | ↗4               | Большесельский | Большесельское     |
| 123 | Каплино                 | деревня | ↘70              | Благовещенский | Благовещенское     |
| 124 | Карачуново              | деревня | →0               | Марковский     | Большесельское     |
| 125 | Карповское              | деревня | ↘2               | Благовещенский | Благовещенское     |
| 126 | Каюрово                 | деревня | ↘24              | Вареговский    | Вареговское        |
| 127 | Кершево                 | деревня | →0               | Новосельский   | Большесельское     |
| 128 | Кириллово               | деревня | ↘0               | Большесельский | Большесельское     |
| 129 | Климатино               | деревня | ↗1               | Марковский     | Большесельское     |
| 130 | Климово                 | деревня | ↗20              | Благовещенский | Благовещенское     |
| 131 | Козлово                 | деревня | ↘8               | Высоковский    | Большесельское     |
| 132 | Колошино                | деревня | ↘34              | Большесельский | Большесельское     |
| 133 | Колшево                 | деревня | ↗2               | Большесельский | Большесельское     |
| 134 | Кондратово              | деревня | ↘1               | Благовещенский | Благовещенское     |
| 135 | Костяново               | деревня | →0               | Высоковский    | Большесельское     |
| 136 | Кузьминское             | деревня | ↘32              | Благовещенский | Благовещенское     |
| 137 | Кулиги                  | деревня | →1               | Марковский     | Большесельское     |
| 138 | Кулыново                | деревня | ↗20              | Большесельский | Большесельское     |
| 139 | Левино                  | деревня | →0               | Вареговский    | Вареговское        |
| 140 | Легково                 | деревня | ↗8               | Новосельский   | Большесельское     |
| 141 | Леонтьевское            | деревня | ↘7               | Новосельский   | Большесельское     |
| 142 | Лесное Варегово         | деревня | ↗30              | Вареговский    | Вареговское        |
| 143 | Лихинино                | деревня | ↘0               | Марковский     | Большесельское     |
| 144 | Лутошкино               | деревня | ↘1               | Благовещенский | Благовещенское     |
| 145 | Лучкино                 | деревня | →1               | Новосельский   | Большесельское     |
| 146 | Лыткино                 | деревня | ↗70              | Чудиновский    | Благовещенское     |
| 147 | Лыткино                 | деревня | ↗2               | Новосельский   | Большесельское     |
| 148 | Лягичино                | деревня | →1               | Вареговский    | Вареговское        |
| 149 | Максимово               | деревня | ↘0               | Большесельский | Большесельское     |
| 150 | Малечкино               | деревня | ↘3               | Высоковский    | Большесельское     |
| 151 | Малинки                 | деревня | ↘12              | Новосельский   | Большесельское     |
| 152 | Малое Сайгатово         | деревня | ↘0               | Вареговский    | Вареговское        |
| 153 | Малое Скрылево          | деревня | ↘1               | Большесельский | Большесельское     |
| 154 | Марково                 | деревня | ↘0               | Чудиновский    | Благовещенское     |
| 155 | Марково                 | деревня | ↗5               | Марковский     | Большесельское     |
| 156 | Марьино                 | деревня | ↗4               | Вареговский    | Вареговское        |
| 157 | Маслятино               | деревня | ↗5               | Благовещенский | Благовещенское     |
| 158 | Матренино               | деревня | ↗9               | Новосельский   | Большесельское     |
| 159 | Медведево               | деревня | ↘0               | Благовещенский | Благовещенское     |
| 160 | Медведково              | деревня | ↘2               | Новосельский   | Большесельское     |
| 161 | Мешково                 | деревня | ↗11              | Вареговский    | Вареговское        |
| 162 | Миглино                 | деревня | ↗368             | Марковский     | Большесельское     |
| 163 | Минтихи                 | деревня | →5               | Новосельский   | Большесельское     |
| 164 | Митенино                | деревня | →1               | Чудиновский    | Благовещенское     |
| 165 | Митино                  | деревня | →0               | Большесельский | Большесельское     |
| 166 | Митино                  | деревня | ↗5               | Вареговский    | Вареговское        |
| 167 | Михали                  | деревня | ↘1               | Большесельский | Большесельское     |
| 168 | Михальцево              | деревня | ↗2               | Вареговский    | Вареговское        |
| 169 | Михеево                 | деревня | ↘17              | Чудиновский    | Благовещенское     |
| 170 | Мишенево                | деревня | →0               | Благовещенский | Благовещенское     |
| 171 | Мишенино                | деревня | ↘0               | Высоковский    | Большесельское     |
| 172 | Мошнино                 | деревня | ↘3               | Высоковский    | Большесельское     |
| 173 | Муравьёво               | деревня | ↘19              | Вареговский    | Вареговское        |
| 174 | Мытищи                  | деревня | →0               | Большесельский | Большесельское     |
| 175 | Нерезово                | деревня | ↘0               | Благовещенский | Благовещенское     |
| 176 | Нестерково              | деревня | →3               | Марковский     | Большесельское     |
| 177 | Нестерово               | деревня | ↗12              | Благовещенский | Благовещенское     |
| 178 | Нечайки                 | деревня | →0               | Вареговский    | Вареговское        |
| 179 | Никаново                | деревня | ↘2               | Новосельский   | Большесельское     |
| 180 | Никитинское             | деревня | 1                | Благовещенский | Благовещенское     |
| 181 | Никитинское             | деревня | →0               | Благовещенский | Благовещенское     |
| 182 | Никифорцево             | деревня | ↗7               | Марковский     | Большесельское     |
| 183 | Николаевское            | деревня | →0               | Марковский     | Большесельское     |
| 184 | Николо-Молокша          | село    | →0               | Высоковский    | Большесельское     |
| 185 | Никольское              | село    | ↗25              | Большесельский | Большесельское     |
| 186 | Никулино                | деревня | ↘14              | Новосельский   | Большесельское     |
| 187 | Никульское              | деревня | →0               | Благовещенский | Благовещенское     |
| 188 | Новая                   | деревня | →0               | Большесельский | Большесельское     |
| 189 | Новленское              | деревня | →0               | Большесельский | Большесельское     |
| 190 | Новое                   | село    | ↗522             | Новосельский   | Большесельское     |
| 191 | Новое Гостилово         | деревня | ↘231             | Благовещенский | Благовещенское     |
| 192 | Новоселки               | деревня | ↗7               | Марковский     | Большесельское     |
| 193 | Новый Посёлок           | деревня | 0                | Новосельский   | Большесельское     |
| 194 | Овсецовка               | деревня | →0               | Марковский     | Большесельское     |
| 195 | Окатово                 | деревня | →0               | Чудиновский    | Благовещенское     |
| 196 | Отестово                | деревня | ↘2               | Новосельский   | Большесельское     |
| 197 | Павлово                 | деревня | ↘6               | Новосельский   | Большесельское     |
| 198 | Павлово                 | деревня | →0               | Вареговский    | Вареговское        |
| 199 | Парушкино               | деревня | ↘1               | Благовещенский | Благовещенское     |
| 200 | Паршево                 | деревня | →0               | Благовещенский | Благовещенское     |
| 201 | Пенники                 | деревня | ↗3               | Вареговский    | Вареговское        |
| 202 | Пересеки                | деревня | →0               | Благовещенский | Благовещенское     |
| 203 | Першино                 | деревня | ↗4               | Вареговский    | Вареговское        |
| 204 | Пестово                 | деревня | ↘0               | Новосельский   | Большесельское     |
| 205 | Петраково               | деревня | ↘6               | Чудиновский    | Благовещенское     |
| 206 | Петровское              | деревня | ↘3               | Чудиновский    | Благовещенское     |
| 207 | Печарино                | деревня | ↘0               | Благовещенский | Благовещенское     |
| 208 | Плескание               | деревня | →0               | Новосельский   | Большесельское     |
| 209 | Погорелки               | деревня | ↗1               | Новосельский   | Большесельское     |
| 210 | Подольское              | деревня | →0               | Благовещенский | Благовещенское     |
| 211 | Подольское              | деревня | ↘4               | Марковский     | Большесельское     |
| 212 | Подчигарово             | деревня | →0               | Большесельский | Большесельское     |
| 213 | Поздеевское             | деревня | ↘1               | Благовещенский | Благовещенское     |
| 214 | Половинкино             | деревня | ↘6               | Марковский     | Большесельское     |
| 215 | Поляна                  | деревня | →0               | Новосельский   | Большесельское     |
| 216 | Поляна                  | деревня | →0               | Вареговский    | Вареговское        |
| 217 | Поповская               | деревня | →2               | Большесельский | Большесельское     |
| 218 | Поткино                 | деревня | →4               | Новосельский   | Большесельское     |
| 219 | Починки                 | деревня | →0               | Высоковский    | Большесельское     |
| 220 | Прибылово               | деревня | ↘15              | Большесельский | Большесельское     |
| 221 | Приречье                | деревня | ↘16              | Новосельский   | Большесельское     |
| 222 | Прокшино                | деревня | ↗2               | Большесельский | Большесельское     |
| 223 | Пронино                 | деревня | ↗2               | Вареговский    | Вареговское        |
| 224 | Протасово               | деревня | ↗19              | Благовещенский | Благовещенское     |
| 225 | Противье                | деревня | ↘32              | Высоковский    | Большесельское     |
| 226 | Противьево              | деревня | →0               | Вареговский    | Вареговское        |
| 227 | Пуслищево               | деревня | ↗23              | Благовещенский | Благовещенское     |
| 228 | Пустынь                 | деревня | →2               | Высоковский    | Большесельское     |
| 229 | Путалово                | деревня | ↗3               | Новосельский   | Большесельское     |
| 230 | Радышково               | деревня | →0               | Вареговский    | Вареговское        |
| 231 | Ратково                 | деревня | →0               | Новосельский   | Большесельское     |
| 232 | Рождество               | село    | ↘0               | Благовещенский | Благовещенское     |
| 233 | Ромашино                | деревня | ↗2               | Новосельский   | Большесельское     |
| 234 | Рублево                 | деревня | ↗4               | Вареговский    | Вареговское        |
| 235 | Рукавово                | деревня | ↘5               | Большесельский | Большесельское     |
| 236 | Русилово                | деревня | →2               | Новосельский   | Большесельское     |
| 237 | Рыгайцево               | деревня | →0               | Высоковский    | Большесельское     |
| 238 | Савинское               | деревня | ↘7               | Благовещенский | Благовещенское     |
| 239 | Савкино                 | деревня | →0               | Марковский     | Большесельское     |
| 240 | Самарино                | деревня | ↘1               | Новосельский   | Большесельское     |
| 241 | Саморядово              | деревня | →0               | Чудиновский    | Благовещенское     |
| 242 | Селехово                | деревня | →0               | Новосельский   | Большесельское     |
| 243 | Селиверстово            | деревня | →0               | Вареговский    | Вареговское        |
| 244 | Сельцо                  | деревня | ↗288             | Большесельский | Большесельское     |
| 245 | Семенково               | деревня | →4               | Новосельский   | Большесельское     |
| 246 | Семенцово               | деревня | →0               | Новосельский   | Большесельское     |
| 247 | Сереброво               | деревня | →0               | Новосельский   | Большесельское     |
| 248 | Серковская              | деревня | ↗17              | Большесельский | Большесельское     |
| 249 | Симоново                | деревня | ↘8               | Высоковский    | Большесельское     |
| 250 | Синьково                | деревня | ↘1               | Благовещенский | Благовещенское     |
| 251 | Синьково                | деревня | ↗1               | Благовещенский | Благовещенское     |
| 252 | Слободка                | деревня | ↗11              | Благовещенский | Благовещенское     |
| 253 | Слугинское              | деревня | ↗3               | Вареговский    | Вареговское        |
| 254 | Совкино                 | деревня | ↘16              | Большесельский | Большесельское     |
| 255 | Совкино                 | деревня | →0               | Большесельский | Большесельское     |
| 256 | Соколино                | деревня | ↗5               | Новосельский   | Большесельское     |
| 257 | Соснино                 | деревня | ↘0               | Новосельский   | Большесельское     |
| 258 | Спирово                 | деревня | ↘3               | Большесельский | Большесельское     |
| 259 | Старково                | деревня | ↗2               | Благовещенский | Благовещенское     |
| 260 | Старое Варегово         | деревня | ↘41              | Вареговский    | Вареговское        |
| 261 | Старухино               | деревня | →0               | Чудиновский    | Благовещенское     |
| 262 | Степанцево              | деревня | ↗3               | Новосельский   | Большесельское     |
| 263 | Стрельниково            | деревня | ↗5               | Чудиновский    | Благовещенское     |
| 264 | Стрябково               | деревня | ↘1               | Большесельский | Большесельское     |
| 265 | Ступино                 | деревня | ↗2               | Благовещенский | Благовещенское     |
| 266 | Судаково                | деревня | →0               | Большесельский | Большесельское     |
| 267 | Судовики                | деревня | ↘0               | Новосельский   | Большесельское     |
| 268 | Тарасово                | деревня | →0               | Благовещенский | Благовещенское     |
| 269 | Таршуково               | деревня | →0               | Большесельский | Большесельское     |
| 270 | Телятово                | деревня | ↘1               | Новосельский   | Большесельское     |
| 271 | Терехово                | деревня | ↘11              | Новосельский   | Большесельское     |
| 272 | Тетерино                | деревня | →0               | Благовещенский | Благовещенское     |
| 273 | Тешелово                | деревня | ↗13              | Новосельский   | Большесельское     |
| 274 | Тимошино                | деревня | →0               | Благовещенский | Благовещенское     |
| 275 | Тиханово                | деревня | ↘4               | Благовещенский | Благовещенское     |
| 276 | Токарево                | деревня | ↗2               | Новосельский   | Большесельское     |
| 277 | Токариново              | деревня | →0               | Высоковский    | Большесельское     |
| 278 | Труфимская              | деревня | →3               | Большесельский | Большесельское     |
| 279 | Тузлыки                 | деревня | ↘0               | Новосельский   | Большесельское     |
| 280 | Тупайцево               | деревня | →0               | Большесельский | Большесельское     |
| 281 | Тяжино                  | деревня | ↗1               | Большесельский | Большесельское     |
| 282 | Угленское               | деревня | ↗7               | Чудиновский    | Благовещенское     |
| 283 | Улитино                 | деревня | ↘0               | Благовещенский | Благовещенское     |
| 284 | Устье                   | деревня | ↗12              | Новосельский   | Большесельское     |
| 285 | Уткино                  | деревня | ↘20              | Большесельский | Большесельское     |
| 286 | Ушаково                 | деревня | ↗1               | Большесельский | Большесельское     |
| 287 | Фалюково                | деревня | →2               | Марковский     | Большесельское     |
| 288 | Федорково               | деревня | →0               | Большесельский | Большесельское     |
| 289 | Федорково               | деревня | ↗16              | Марковский     | Большесельское     |
| 290 | Федотово                | деревня | ↗2               | Марковский     | Большесельское     |
| 291 | Филиппово               | деревня | →0               | Большесельский | Большесельское     |
| 292 | Филипцево               | деревня | ↘7               | Марковский     | Большесельское     |
| 293 | Фоминское               | деревня | →0               | Чудиновский    | Благовещенское     |
| 294 | Фофаново                | деревня | ↘35              | Большесельский | Большесельское     |
| 295 | Фроловское              | село    | →4               | Новосельский   | Большесельское     |
| 296 | Хмельники               | деревня | ↗14              | Новосельский   | Большесельское     |
| 297 | Холкино                 | деревня | →0               | Благовещенский | Благовещенское     |
| 298 | Чаброво                 | деревня | →1               | Новосельский   | Большесельское     |
| 299 | Чаново                  | деревня | ↘6               | Новосельский   | Большесельское     |
| 300 | Ченцы                   | деревня | →1               | Марковский     | Большесельское     |
| 301 | Чижово                  | деревня | ↘0               | Благовещенский | Благовещенское     |
| 302 | Чудиново                | деревня | ↘60              | Чудиновский    | Благовещенское     |
| 303 | Чудиново                | деревня | →2               | Марковский     | Большесельское     |
| 304 | Чумжино                 | деревня | ↗2               | Благовещенский | Благовещенское     |
| 305 | Шалово                  | деревня | →0               | Вареговский    | Вареговское        |
| 306 | Шамнино                 | деревня | ↘118             | Большесельский | Большесельское     |
| 307 | Шарапово                | деревня | ↘2               | Благовещенский | Благовещенское     |
| 308 | Шельшедом               | село    | ↘196             | Вареговский    | Вареговское        |
| 309 | Широканово              | деревня | ↗4               | Высоковский    | Большесельское     |
| 310 | Ширяево                 | деревня | ↘1               | Благовещенский | Благовещенское     |
| 311 | Шишелово                | деревня | ↗12              | Чудиновский    | Благовещенское     |
| 312 | Шпилево                 | деревня | ↘0               | Благовещенский | Благовещенское     |
| 313 | Шульгино                | деревня | →0               | Благовещенский | Благовещенское     |
| 314 | Шушкицы                 | деревня | ↗4               | Большесельский | Большесельское     |
| 315 | Щукино                  | деревня | ↘4               | Высоковский    | Большесельское     |
| 316 | Якимково                | деревня | →7               | Марковский     | Большесельское     |

### Упразднённые населённые пункты
В 1998 году упразднены хутор Вислапу (Вислопу) Высоковского сельсовета; деревня Гребенниково Большесельского сельсовета; деревни Нефедово, Лытарево, Лихачево Благовещенского сельсовета; деревни Коренево, Кочерово, Неферцево, Починки, Прямки Новосельского сельсовета, в 2000 году упразднена деревня Мартынцево Марковского сельсовета; а в 2019 году упразднены деревня Клешнино Большесельского сельского округа и деревня Мелкуши Новосельского сельского округа.

## Муниципальные учреждения
На территории района по состоянию на 1 января 2010 года находятся:
- Коммунальные предприятия: Большое Село и Варегово.
- Большесельская ЦРБ и Вареговская амбулатория.
- Дом культуры, историко-художественный музей, центральная библиотека, молодёжный центр, районный архив, газета «Большесельские вести» в Большом Селе.
- Средние школы: Большое Село, Бакунино, Благовещенье, Варегово, Новое. Основные школы: Высоково, Дунилово, Миглино, Новое Гостилово. Начальные: Гари, Иванцево, Чудиново.
- Детские сады: Гари, Новое Гостилово, Дунилово, Большое Село, Байково, Борисовское, Варегово, Новое, Чудиново.
- Центр детского творчества и детская музыкальная школа в Большом Селе.

## Известные уроженцы
- Дружинин, Владимир Николаевич (п. Дунилово, 1955) — психолог и организатор науки
- Жемчугова, Прасковья Ивановна (д. Березники, 1768) — актриса и певица
- Кузнецов, Сергей Николаевич (д. Марково, Марковский сельский округ, Большесельское сельское поселение 1904—1989) — советский военачальник, генерал-майор.